# ERT2
ERT2 est une chaîne de télévision publique grecque appartenant au groupe ERT.

## Histoire de la chaîne
La première diffusion expérimentale de TED (ΤΕΔ) a lieu le 27 février 1966, quelques jours après le début des émissions de télévision de l'Institut National de la Radio (EIR), rompant ainsi avec le monopole de la radio-télévision publique et est entièrement gérée par les forces armées grecques. Alors que s'installe un nouveau gouvernement militaire (début du régime des Colonels), les programmes réguliers débutent le 15 octobre 1967. La chaîne devient YENED (ΥΕΝΕΔ) (acronyme de Υπηρεσία Ενημερώσεως Ενόπλων Δυνάμεων / Ypiresía Enimeróseos Enóplon Dynámeon, « Service d'Information des Forces Armées ») en novembre 1970.
En dépit de la chute de la dictature en 1974 et de la transition du pays vers la démocratie, les militaires conservent leur emprise sur la chaîne jusqu'en novembre 1982, année où elle est intégrée au groupe public ERT et est alors rebaptisée ERT-2, pour la différencier de la première chaîne, ERT-1. Au cours des années 1980, ERT-2 se distingue par la diffusion de nombreuses séries européennes et américaines, de jeux et de films. La chaîne change de nom en 1987 pour devenir ET-2.
L'arrivée des premières chaînes de télévision privées en 1989 fait fléchir son audience, conduisant le groupe public à repositionner ses chaînes et à modifier leur image. ET-2 est rebaptisée NET (acronyme de Νέα Ελληνική Τηλεόραση / Néa Ellinikí Tileórasi, « Nouvelle Télévision Hellénique ») en octobre 1997. Sa programmation est recentrée sur l'information, le divertissement et les retransmissions sportives en direct.
Le 11 juin 2013, le signal de la chaîne, ainsi que celui de l'ensemble des chaînes du groupe ERT, est brutalement coupé vers 23 h (heure locale) après une annonce faite par le gouvernement grec le jour même, et l'ensemble du personnel de l'ERT est licencié. Bravant cette décision gouvernementale, le personnel licencié occupe le siège de l'ERT à Athènes et continue la diffusion de NET en en direct sur Internet grâce au support technique de l'Union européenne de radio-télévision avant de disparaître définitivement en cessant sa diffusion sur internet en novembre 2013.
Le 11 juin 2015, deux ans plus tard, la chaîne ERT2, ainsi que l'ensemble du réseau ERT, sont réinstaurés par le gouvernement Tsípras.

## Identité visuelle (logo)

Logo de YENED de novembre 1970 à novembre 1982
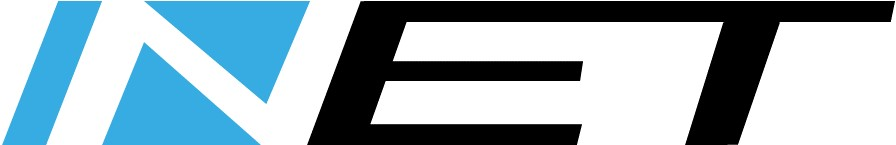
Logo de NET de 1997 au 2008
Logo de NET de 2008 au 11 juin 2013
Logo d'ERT2 depuis le 11 juin 2015
Logo d'ERT 2 depuis le 28 septembre 2020

## Organisation

### Siège
Le siège de YENED était situé 136, rue Messogion à Athènes. À la suite de son intégration au groupe public ERT en 1982, la chaîne est diffusée depuis le siège de l'ERT à Agía Paraskeví, au nord-est d'Athènes.

## Programmes
La grille des programmes de NET était constituée d'émissions de divertissement, d'informations, de débats et de talk-shows, ainsi que d'émissions sportives.
NET reprenait en direct des matchs de football (notamment le championnat de Grèce), retransmettait les grands événements sportifs, comme les jeux olympiques, mais aussi, dans un registre différent, le concours eurovision de la chanson. Certaines de ses émissions étaient reprises, en direct ou en différé, par ERT World, la chaîne internationale grecque.
Depuis son arrêt le 11 juin 2013, la chaîne se met à diffuser des spots clandestins qui protestent contre la fermeture de l'Ellinikí Radiofonía Tileórasi tout en continuant à diffuser des JT et quelques programmes phares.

### Audience
L'audience de NET (10 % en 2009, selon une étude AGB Nielsen) en faisait la chaîne publique la plus regardée.

## Diffusion
TED, puis YENED, puis ERT-2 étaient diffusées sur le réseau hertzien en noir et blanc sur le canal VHF 10 puis sur le canal 5. ERT-2, puis ET-2, puis NET furent ensuite diffusées sur le canal UHF 41.
NET était diffusée sur le réseau hertzien numérique (canaux UHF 52 et 23) et par satellite sur le bouquet Nova et sur OTE TV jusqu'à la coupure brutale de son signal sur ordre du gouvernement le 11 juin 2013 à 23h. Depuis, la chaîne continue sa diffusion en livestream en direct sur Internet grâce au support technique de l'Union européenne de radio-télévision.